# Turniej o Srebrny Kask 1998
Turniej o Srebrny Kask 1998 – rozegrany w sezonie 1998 turniej żużlowy z cyklu rozgrywek o „Srebrny Kask”, w którym mogli uczestniczyć zawodnicy do 21. roku życia. W rozegranym w Lesznie finale zwyciężył Rafał Okoniewski. Drugi był Krzysztof Cegielski, a trzecie miejsce zajął Krzysztof Jabłoński.

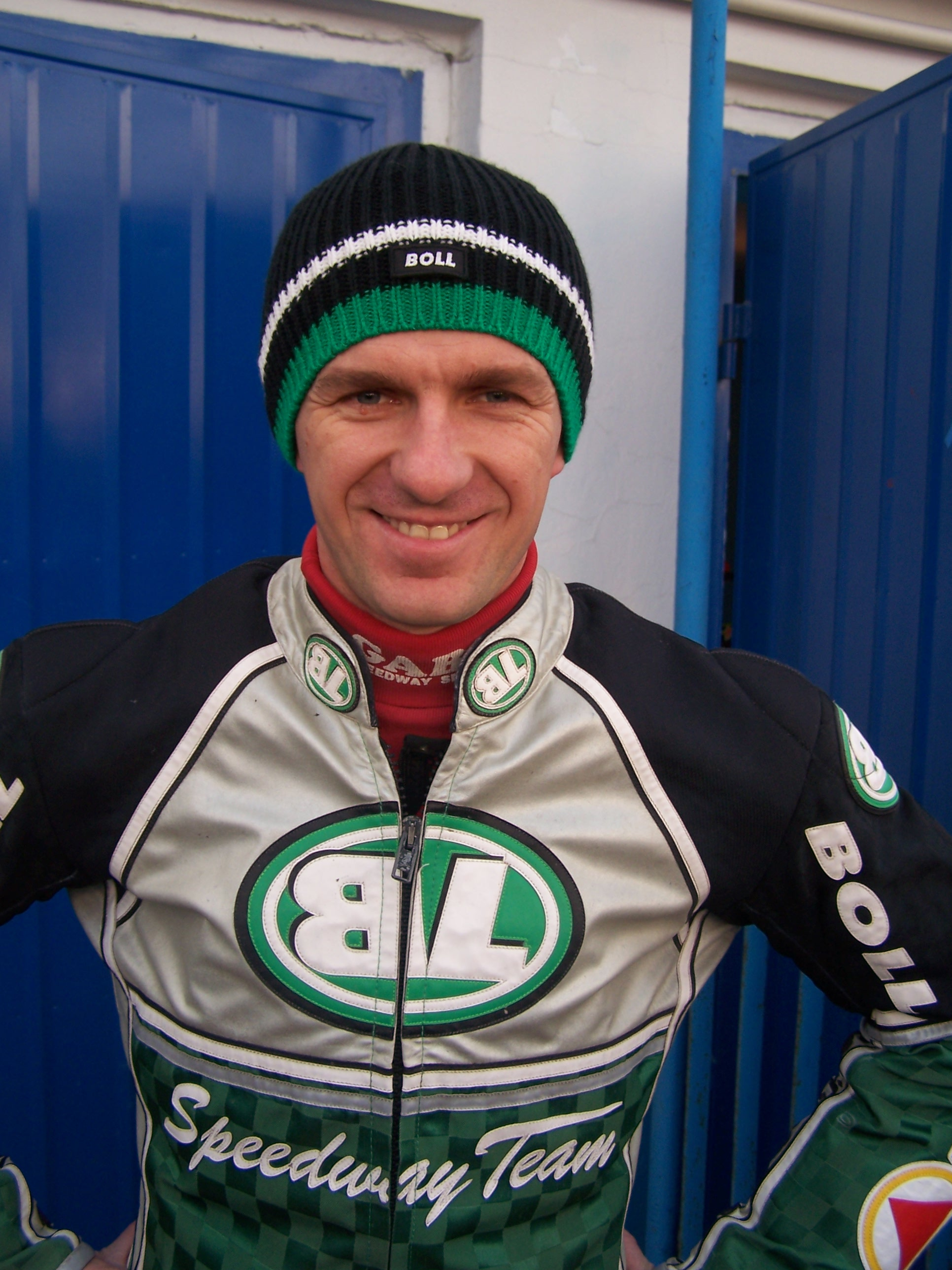
Rafał Okoniewski - zdobywca SK 1998

## Finał
- 4 września 1998 r. (wtorek), Leszno

| Msc. | Zawodnik             | Klub                  | Pkt |             |  |
| ---- | -------------------- | --------------------- | --- | ----------- |  |
| 1    | Rafał Okoniewski     | Polonia Piła          | 14  | (2,3,3,3,3) |  |
| 2    | Krzysztof Cegielski  | Stal Gorzów Wlkp.     | 13  | (3,2,3,3,2) |  |
| 3    | Krzysztof Jabłoński  | Start Gniezno         | 11  | (2,3,3,d,3) |  |
| 4    | Damian Baliński      | Unia Leszno           | 10  | (1,3,2,2,2) |  |
| 5    | Mariusz Węgrzyk      | WTS Wrocław           | 10  | (2,2,1,3,2) |  |
| 6    | Artur Pietrzyk       | Włókniarz Częstochowa | 9   | (3,0,1,2,3) |  |
| 7    | Krzysztof Pecyna     | Polonia Piła          | 9   | (1,3,2,w,3) |  |
| 8    | Bartłomiej Bardecki  | J.A.G. Speedway Łódź  | 8   | (2,2,0,3,1) |  |
| 9    | Robert Kościecha     | Apator Toruń          | 8   | (1,1,3,2,1) |  |
| 10   | Przemysław Tajchert  | Iskra Ostrów Wlkp.    | 8   | (3,1,1,2,1) |  |
| 11   | Tomasz Cieślewicz    | Wybrzeże Gdańsk       | 7   | (3,1,1,2,0) |  |
| 12   | Robert Dados         | GKM Grudziądz         | 4   | (d,2,0,0,2) |  |
| 13   | Wiesław Ośkiewicz    | GKM Grudziądz         | 3   | (0,d,2,1,d) |  |
| 14   | Paweł Duszyński      | Start Gniezno         | 3   | (0,1,1,1,0) |  |
| 15   | Krzysztof Słaboń     | Polonia Bydgoszcz     | 2   | (1,0,u,1,0) |  |
| 16   | Sebastian Smoter     | ZKŻ Zielona Góra      | 1   | (0,0,0,0,1) |  |
|      | rez. Mariusz Lisiak  | Start Gniezno         | ns  |             |  |
|      | rez. Grzegorz Kłopot | ZKŻ Zielona Góra      | ns  |             |  |